# Harrach (casa nobiliaria)

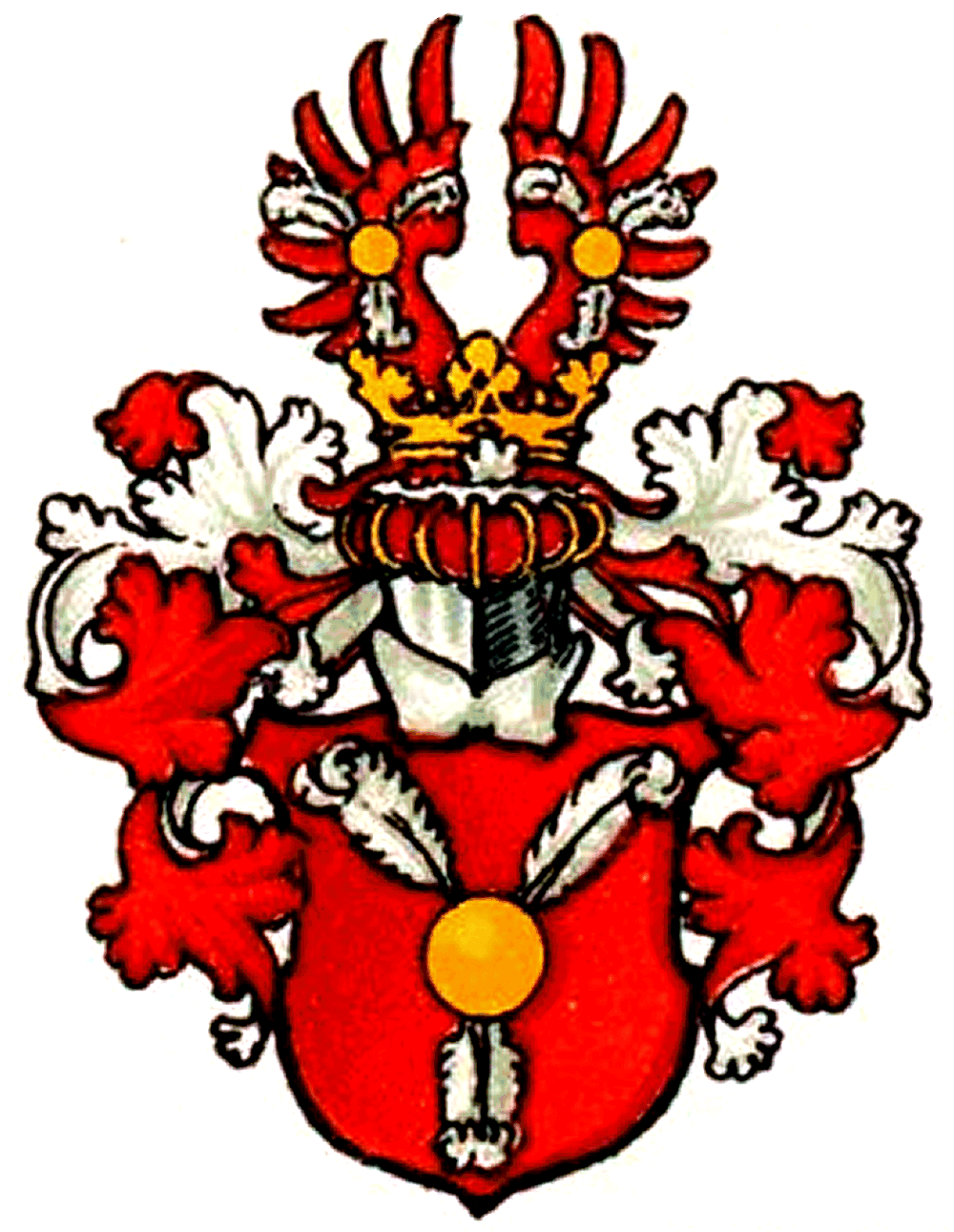
Escudo de armas de la familia de los de Harrach

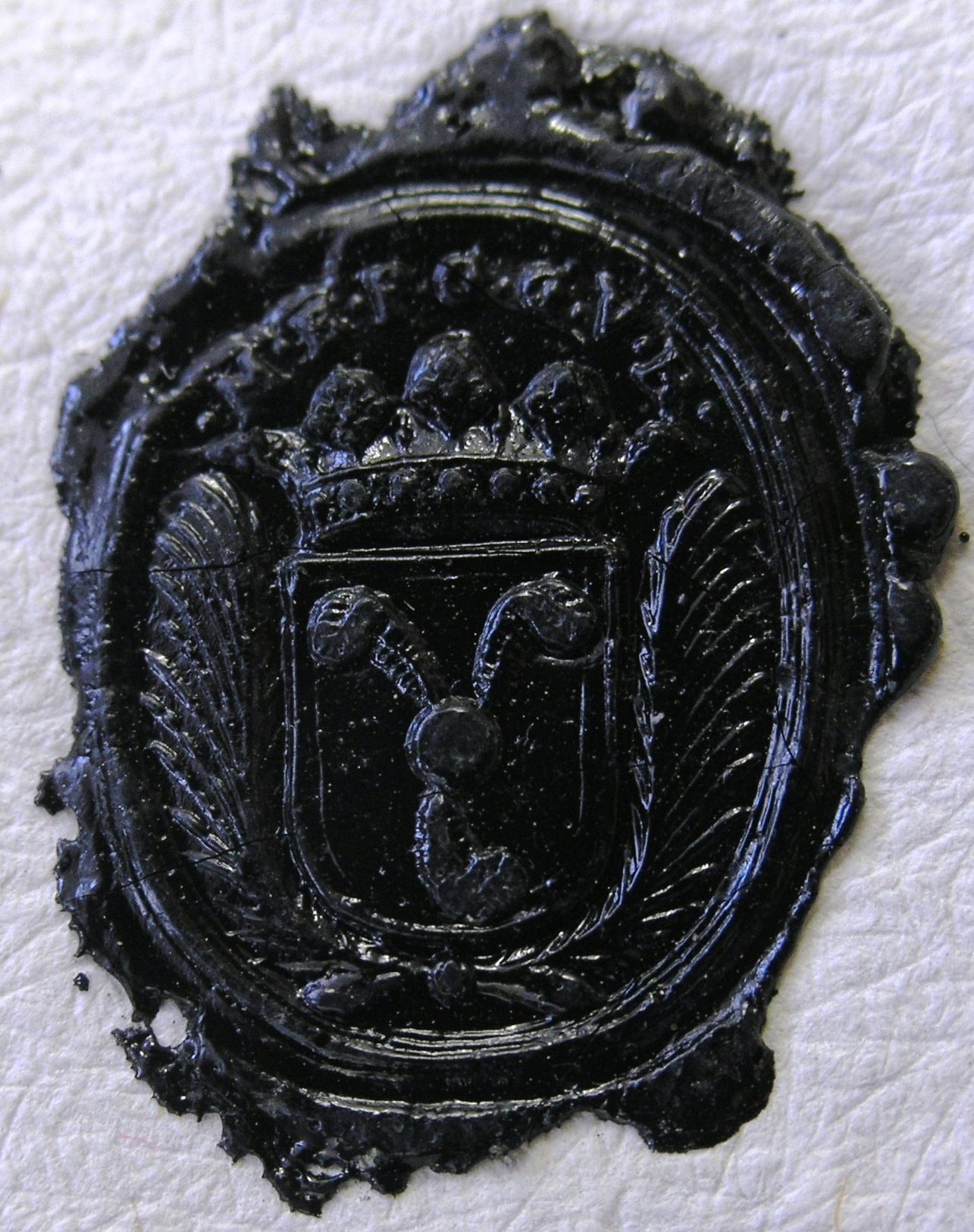
Maria Eleonóre Pálffy, de soltera von Harrach en 1681 Malacky

Harrach es el nombre de una antigua familia noble austrobohemia. Los señores, barones y condes de Harrach pertenecían a la alta nobleza. Las ramas de la familia siguen existiendo en la actualidad.

## Historia
La primera mención de esta familia noble procedente de Bohemia del Sur y Alta Austria se remonta a 1195 en los documentos del monasterio de Ranshofen, que en aquella época pertenecía al ducado de Baviera. Según el genealogista y heraldista Martin Kolar (1836-1889), los Harrach descienden de la familia del Wladyken Haracher de Harach, cerca de Rosenberg, en Bohemia del Sur, que aparece por primera vez con Beness de Horach y sus hermanos como testigos de los hermanos Heinrich y Witiko de Rosenberg en un documento de patrocinio del monasterio de Hohenfurt en 1272 o con Dietmar de Harouch, presumiblemente de Harrouche, cerca de Freistadt, en Alta Austria. El linaje de la extinta casa condal de Hrzebenatz von Harrach está documentado desde 1439. 
Otro linaje confirmado comienza en el siglo XIII con Przibislao de Harrach (Přibyslav z Harachu; también z Horochu) que descendía de una familia de Vladik del pueblo de Hora o Harachy, en el sur de Bohemia. Los descendientes de Przibislao adquirieron importantes propiedades en el Mühlviertel, Estiria y Carintia, entre otros lugares.

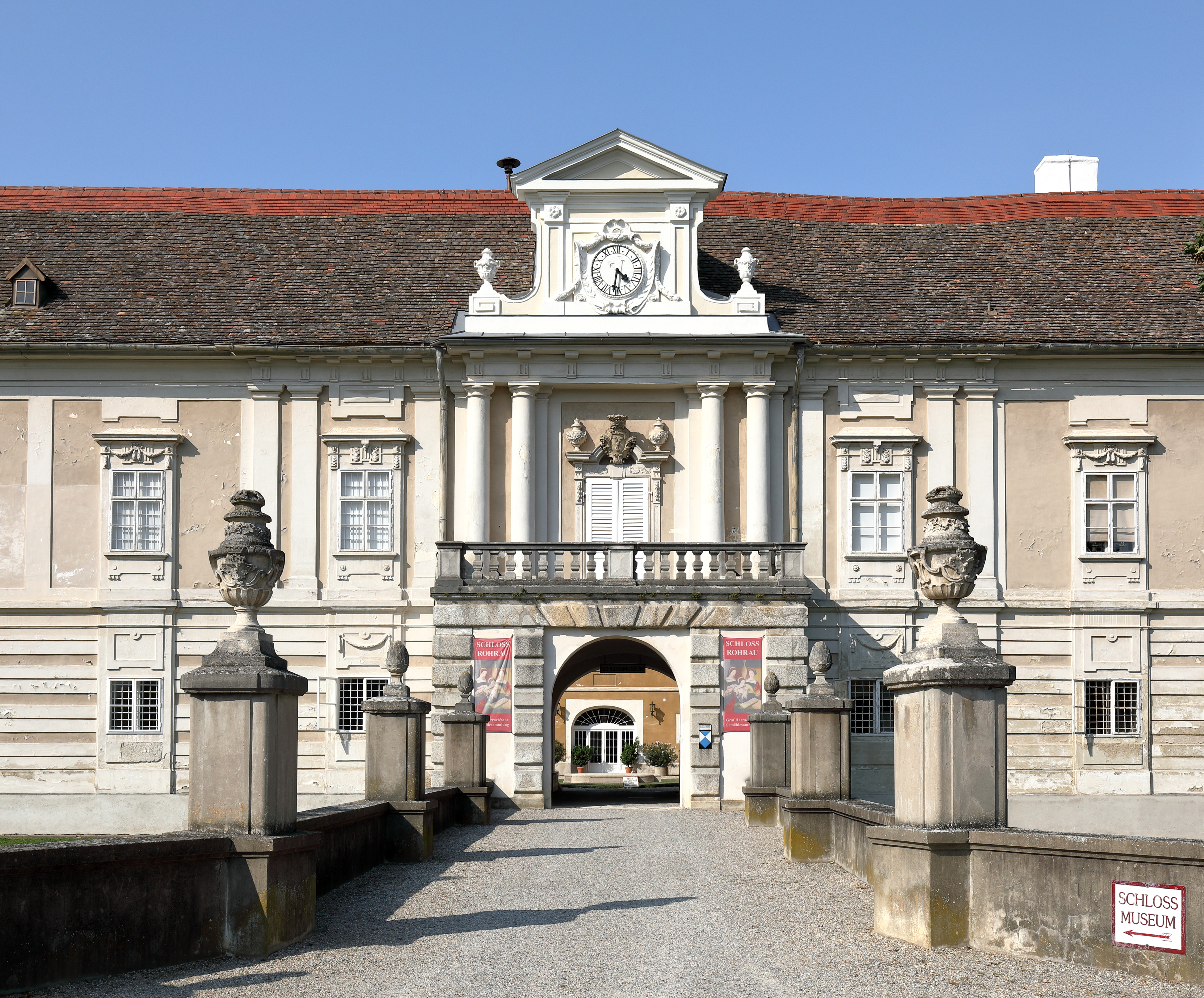
Castillo de Rohrau, Baja Austria, sede de la línea más antigua (desde 1524); hoy propiedad de los condes Waldburg-Zeil

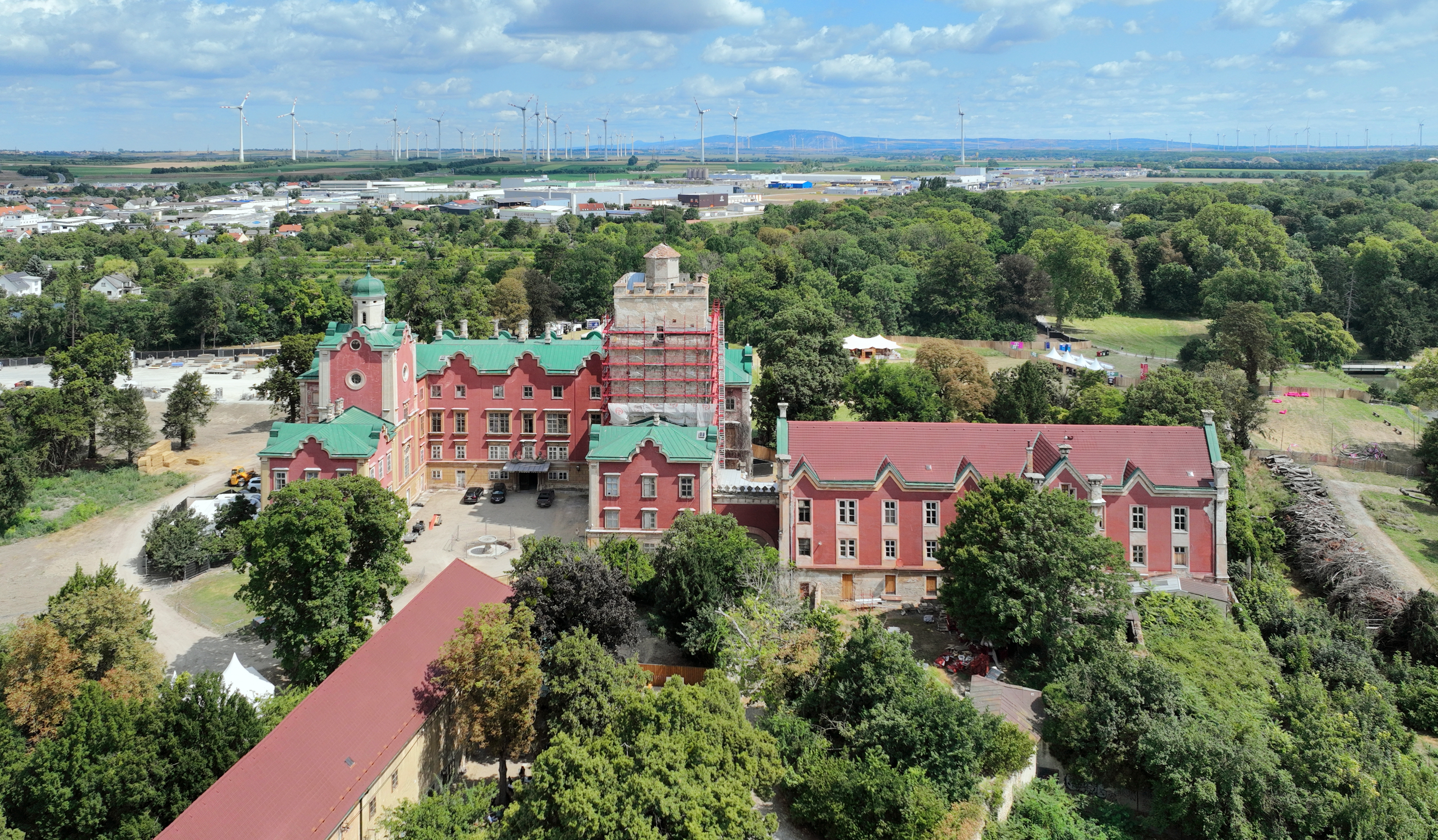
Castillo de Prugg, Baja Austria, todavía propiedad de la línea más joven hoy

Leonhard III von Harrach compró la finca de Rohrau en la Baja Austria en 1524. Más tarde, el castillo de Rohrau se convirtió en la sede ancestral de la familia. Su hijo Leonhard IV (1514-1590) recibió la baronía imperial para él y toda su familia de manos del emperador Carlos V mediante un diploma del 4 de enero de 1552 y fue elevado a señorío de Bohemia en 1577. En 1585 fue admitido en la Orden del Toisón de Oro por Felipe II.
El 6 de noviembre de 1627, Karl Freiherr von Harrach, suegro de Albrecht von Wallenstein, fue elevado al rango de conde imperial por el emperador Fernando II y, al mismo tiempo, el señorío de Rohrau fue convertido en condado. Los miembros de la familia llevaban el título de conde o condesa de Harrach zu Rohrau und Thannhausen. A través de sus hijos Leonhard Karl y Otto Friedrich, el conde Karl se convirtió en el progenitor de la línea más antigua del castillo de Rohrau y de la línea más joven del castillo de Prugg (o Pruck) en Bruck an der Leitha, que todavía hoy es propiedad de la familia.
En 1700, el emperador Leopoldo I de Habsburgo vendió al conde Fernando Bonaventura I de la línea más joven el señorío y el castillo de Freistadt en el Mühlviertel como propiedad absoluta. Su bisnieta Rosa se casó con el príncipe Joseph Kinsky en 1777, por lo que el dominio pasó a la casa de Kinsky. En 1752, Ferdinand Bonaventura II von Harrach obtuvo para sí mismo y para los descendientes de su hermano Friedrich August la admisión en el Colegio Imperial de Condes de Suabia como "personas" (es decir, sin adquirir un territorio imperial) y, por tanto, el estado imperial, lo que significaba que esta línea pertenecía a la alta nobleza. En base a esto, en 1841, el jefe de la línea más joven recibió por decreto de la Cancillería Imperial y real (en alemán: k.u.k.) el título de ilustre. La Cancillería de la Corte concedió en 1841 el título de Ilustre. A principios del siglo XVIII, el príncipe-arzobispo de Salzburgo Franz Anton von Harrach fue elevado al rango de príncipe imperial por el emperador Leopoldo I. 
A finales del siglo XVIII, Juan Nepomuceno XII, conde Harrach de Rohrau y Thannhausen, vendió el jardín del mayorazgo vienés y la finca del mayorazgo de Wlkawa (Vlkava). También transfirió el mayorazgo al señorío alodial de Starkenbach (Jilemnice), estableciendo en él un fideicomiso familiar. La sede de la línea más antigua era el castillo de Horní Branná, y a mediados del siglo XIX Franz Ernst, conde de Harrach-Rohrau, hizo construir el castillo de Bürgles (Hrádek u Nechanic) en el  señorío de Sadowa. Al mismo tiempo, hizo construir en Horní Branná la Cripta Harrach de la Santa Cruz (hoy Chequia) como lugar de enterramiento de la familia, a la que posteriormente se trasladaron los féretros desde el antiguo lugar de enterramiento en la Capilla del Hospital de San Alois. Tras la Segunda Guerra Mundial, se expropiaron  todas las fincas familiares en Checoslovaquia (incluido el castillo de Dolní Přím desde 1773).
Ferdinand Joseph (1763-1841), hijo menor de la línea Prugg, fundó una línea silesiana, en parte protestante, en Rosnochau, Schwesterwitz, Klein Krichen y Tiefhartmannsdorf. Su hija Auguste (1800-1873) se convirtió en la segunda esposa del rey prusiano Federico Guillermo III en 1824.
El Palacio Harrach de Viena fue vendido a la ciudad en 1975. La ciudad de Harrachov, en la República Checa, lleva el nombre de la familia, donde una cristalería producía vidrio Harrach desde principios del siglo XVIII. Además de Harrachov, Horní Branná y Zvíkov también llevan el escudo de la familia Harrach en su escudo municipal.

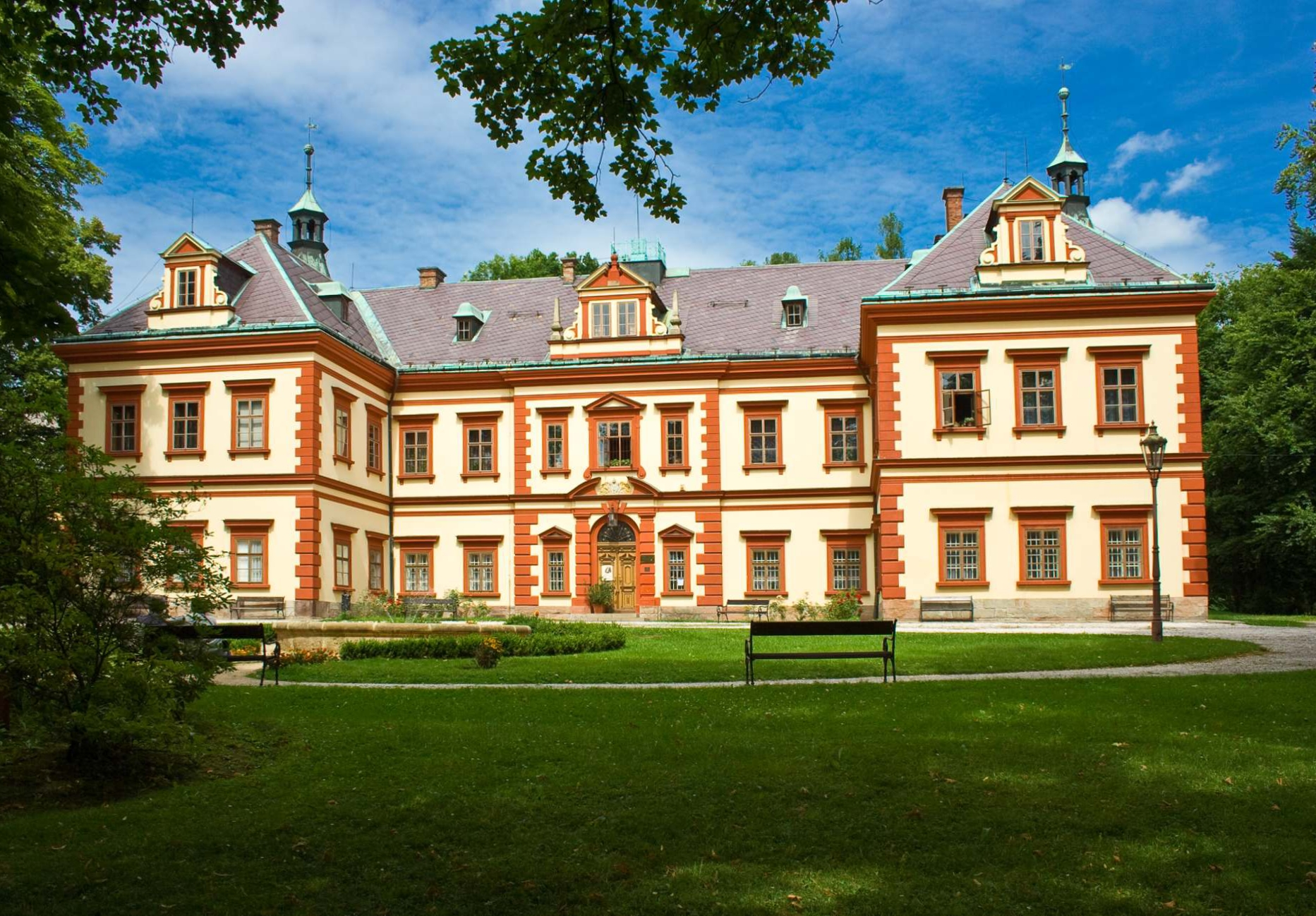
Castillo de Starkenbach, Bohemia del Norte
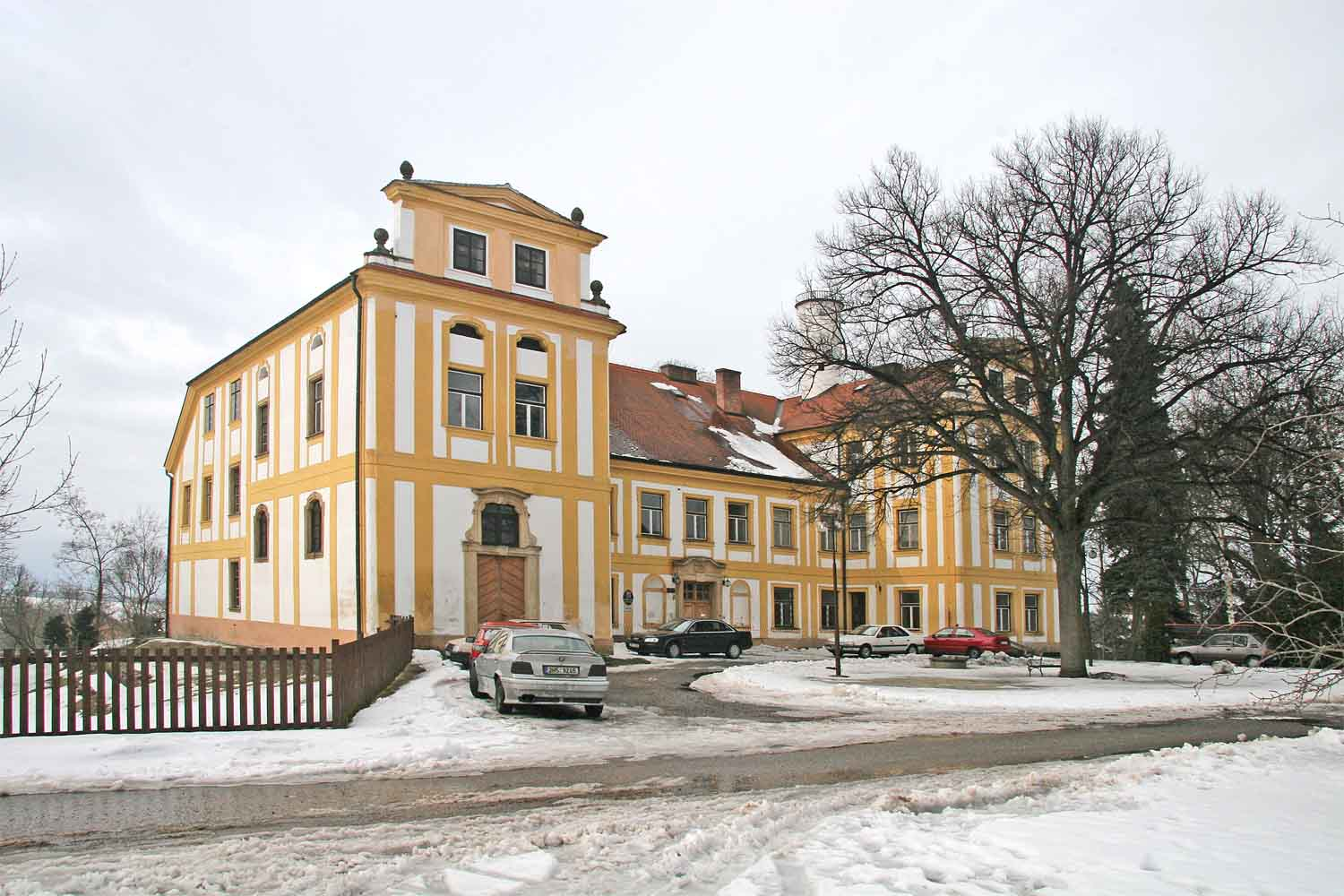
Castillo de Dolní Přím, Bohemia Oriental
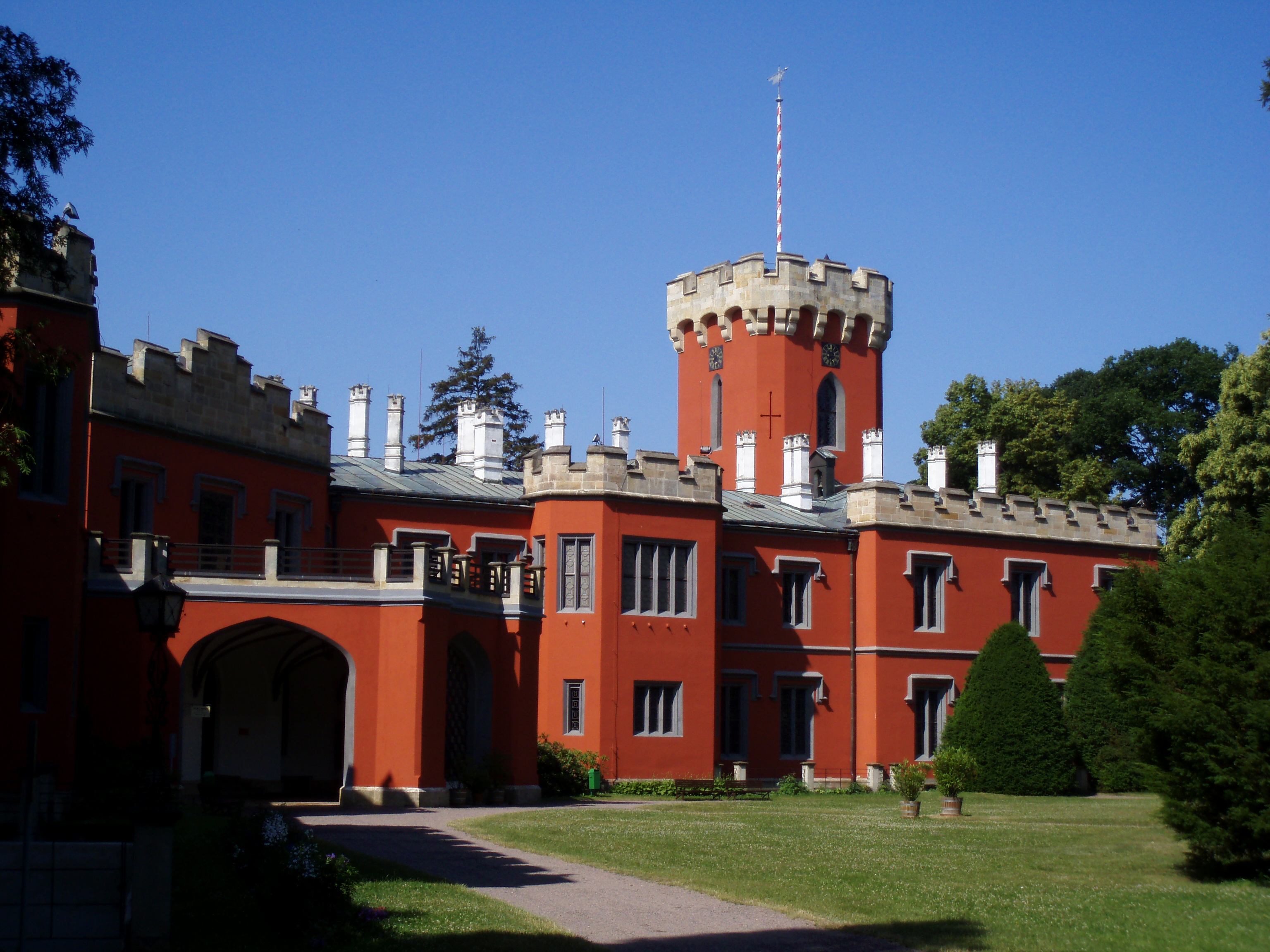
Castillo de Bürgles, Bohemia
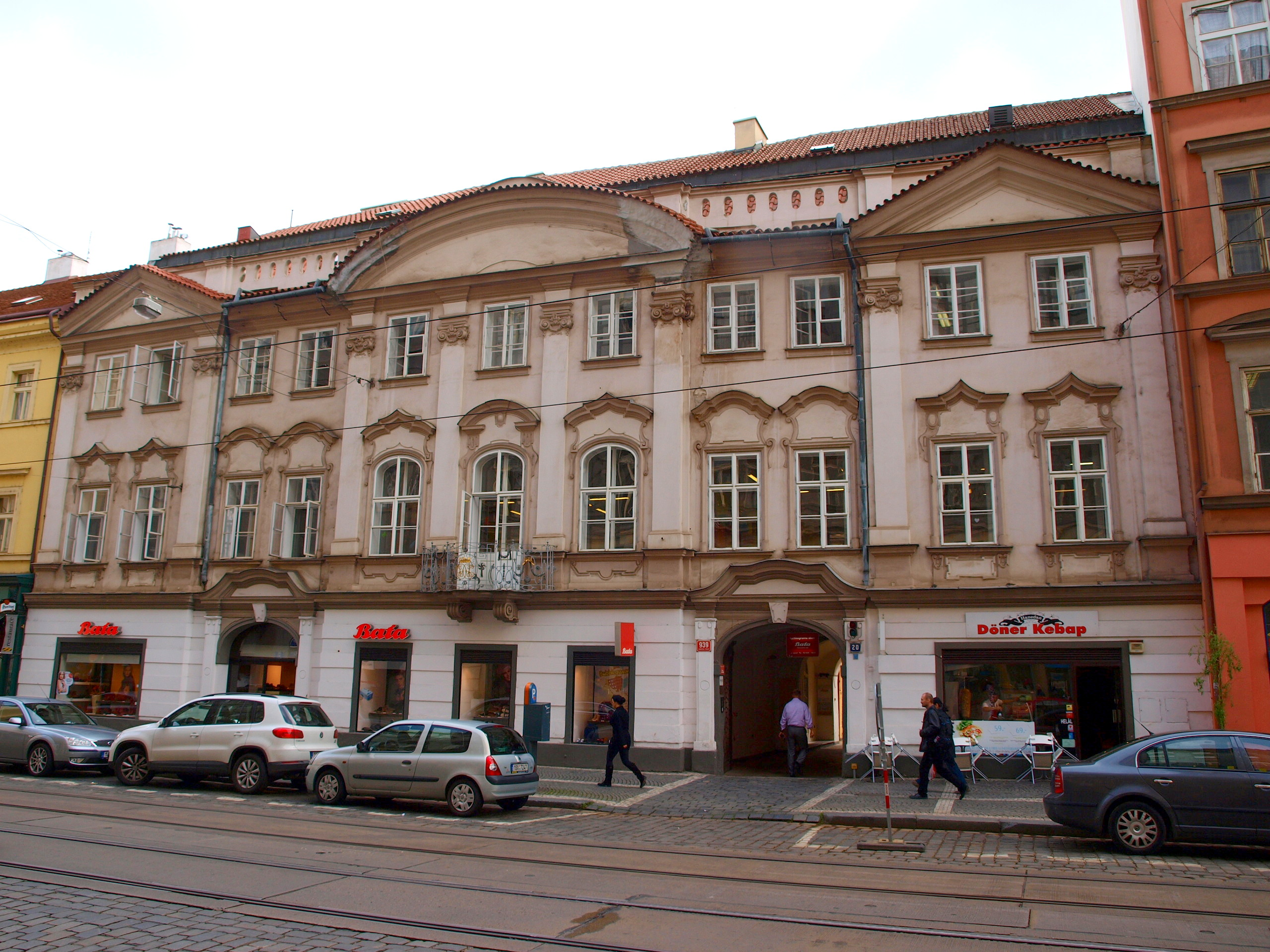
Palacio de Harrach, Praga
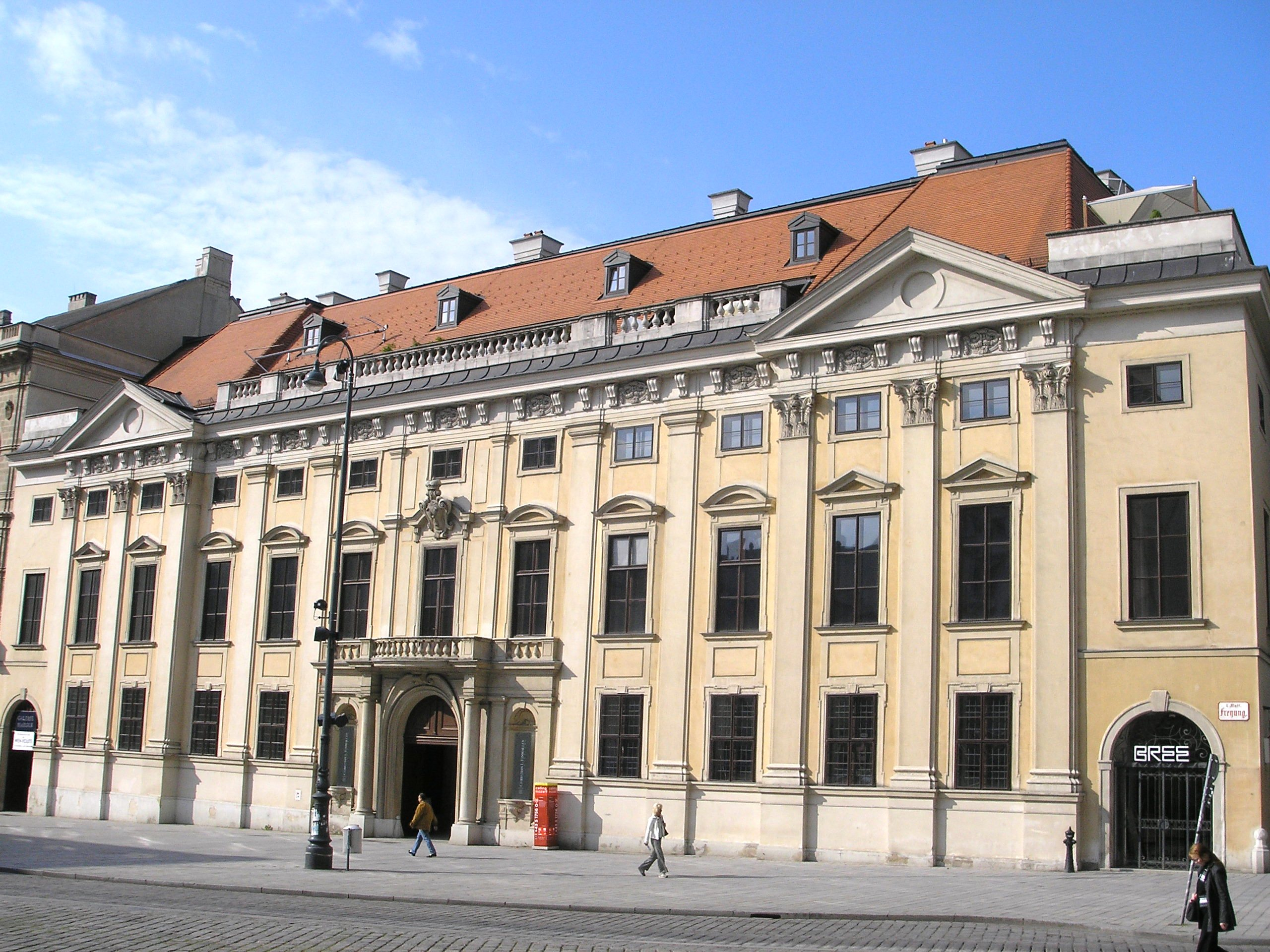
Palacio de la ciudad de Harrach, Viena
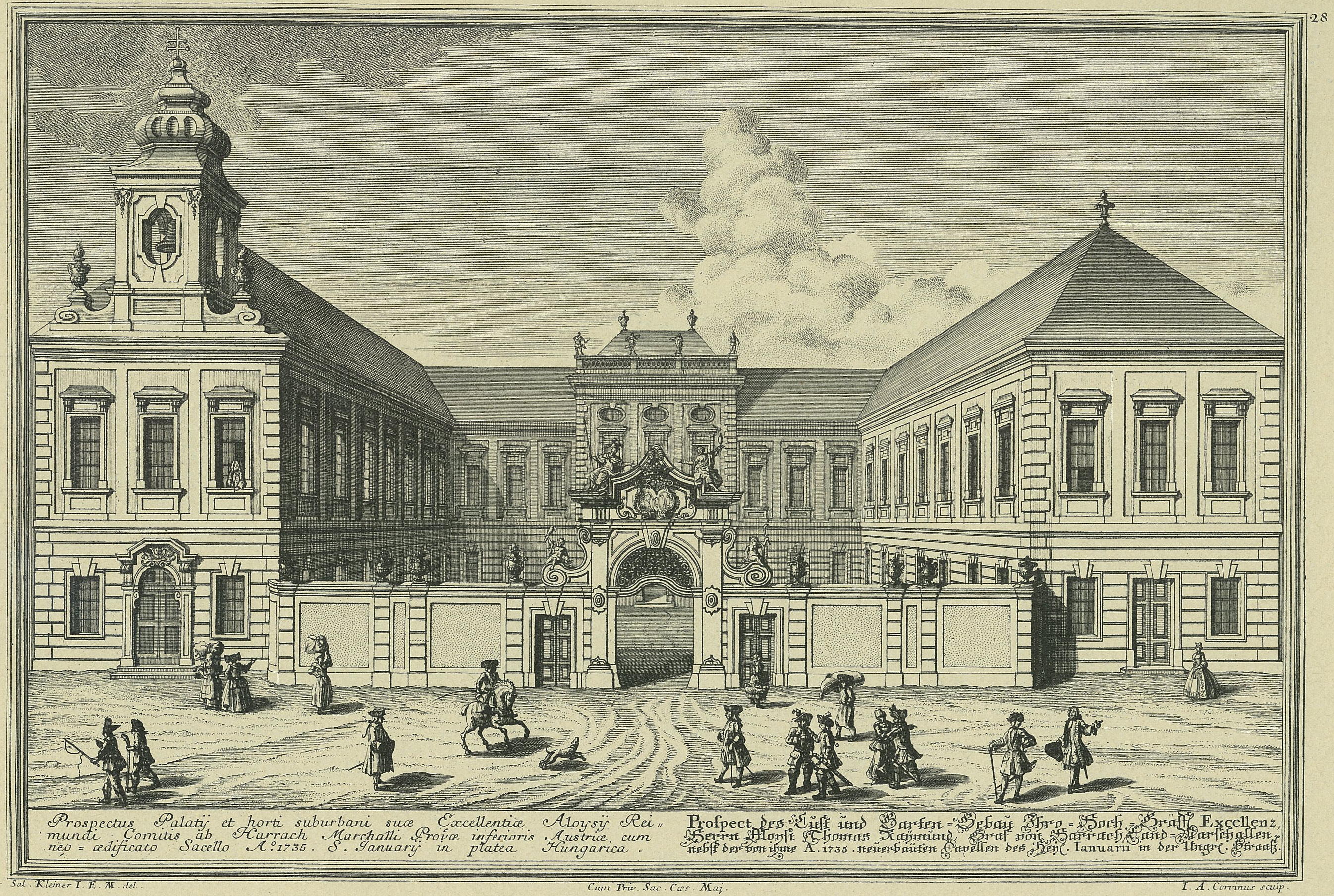
Garden Palace Harrach, Viena
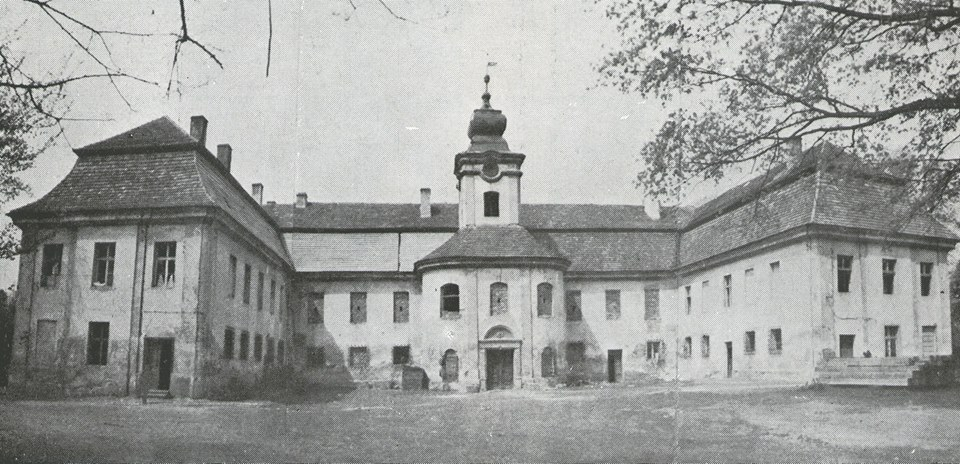
Castillo de Rosnochau, Alta Silesia
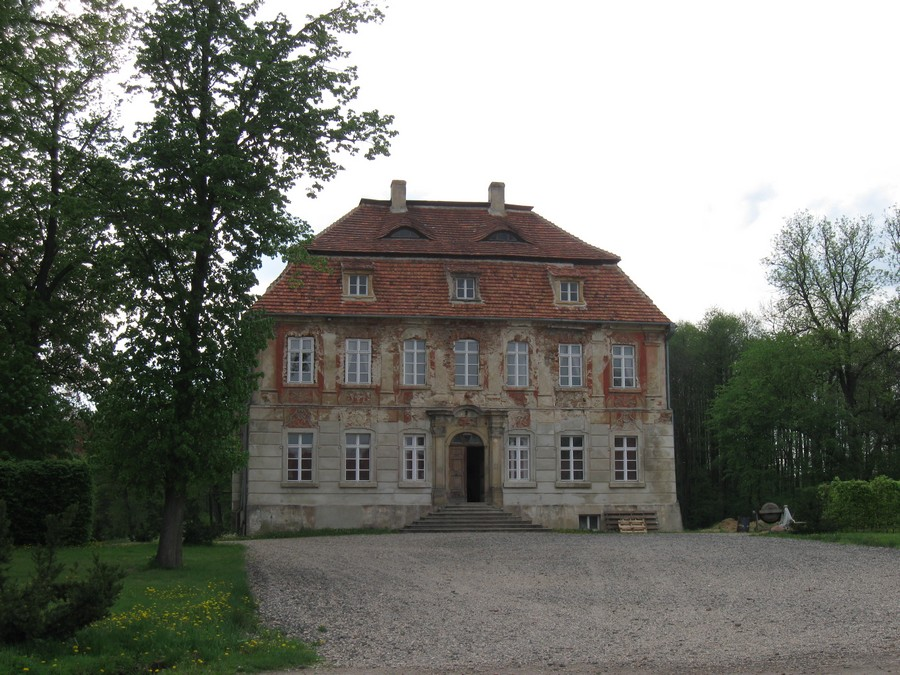
Castillo de Klein Krichen, Baja Silesia

## Escudo de armas

### Escudo de armas de la familia
Blasón: El escudo de armas ancestral muestra una bola dorada en rojo, adornada con tres (2:1) plumas de avestruz plateadas, las superiores vueltas en diagonal hacia fuera; sobre el yelmo con cubiertas rojo-plata un vuelo rojo cerrado con la imagen del escudo.

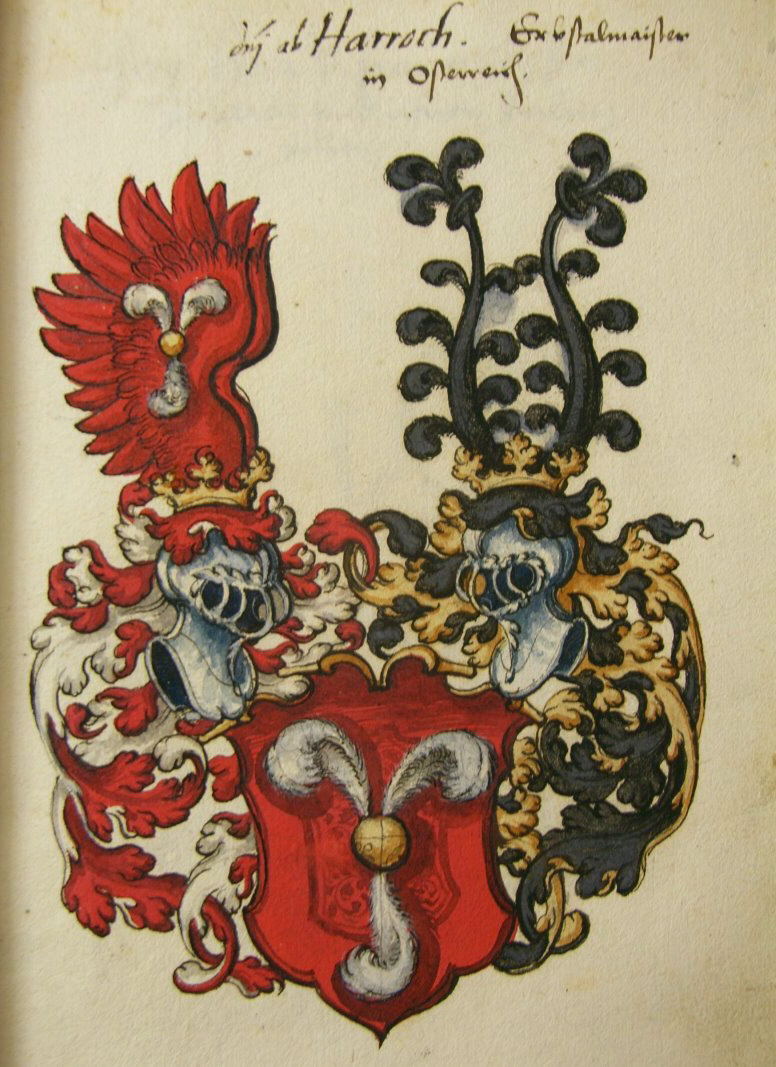
El escudo de armas de Harrach del siglo XVI, "Allerlay Wapen"
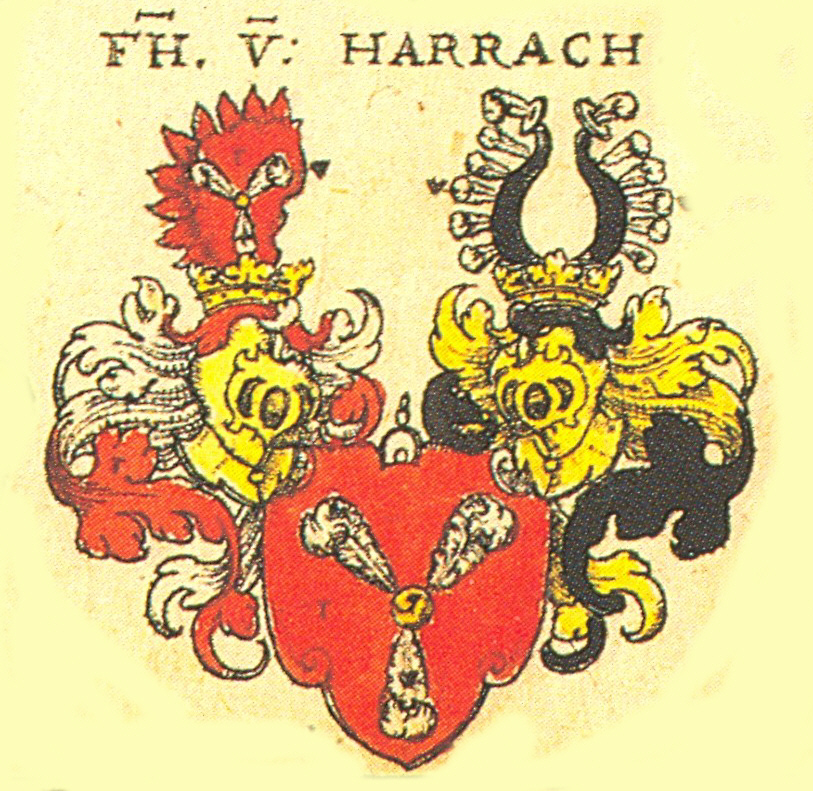
Escudo de armas de la familia de los barones de Harrach, según el escudo de armas de Johann Siebmacher (1605)
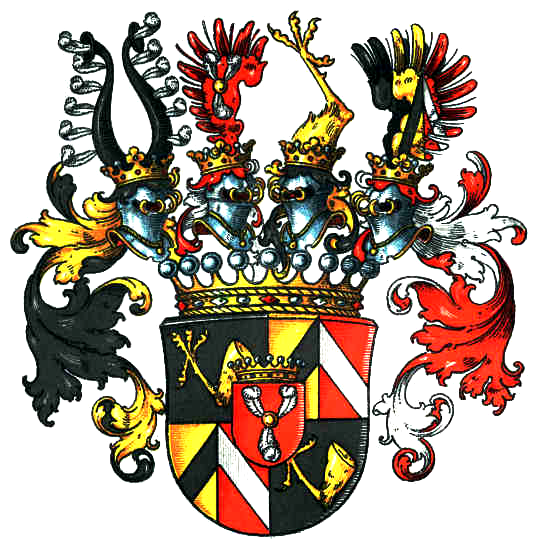
Escudo de armas aumentado de los Condes de Harrach zu Rohrau y Thannhausen, con escudo de corazón, según Alfred Freiherr von Krane (alrededor de 1901)

## Miembros de la familia conocidos

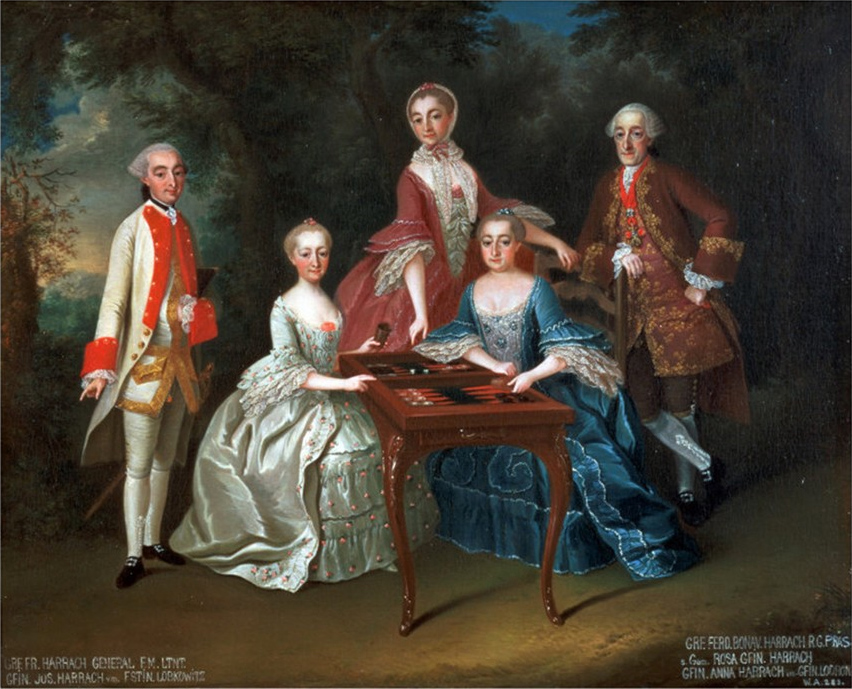
Retrato de familia de 1755: Franz Xaver (1732-1781), Maria Josephina Lobkowicz (1727-1788), Maria Rosa Harrach (1721-1785), Maria Anna Lodron (1725-1780) y Ferdinand Bonaventura II (1708-1778), gobernador-general de Lombardía

- Karl von Harrach (1570-1628), asesor de Fernando II, conde imperial desde 1627, suegro de Wallenstein
- Ernst Adalbert von Harrach (1598-1667), arzobispo de Praga y cardenal, hijo de Carlos
- Isabella Condesa de Waldstein, Duquesa de Friedland, nacida como Condesa de Harrach (1601-1651), esposa de Wallenstein
- Maximiliane Condesa Trčka von Lípa, nacida como Condesa de Harrach, hermana de Isabelle, esposa Trčkas, representada como condesa Terzky en la trilogía Wallenstein de Schiller
- Fernando Buenaventura I, conde de Harrach (1637-1706), hombre de confianza del emperador Leopoldo I
- Franz Anton von Harrach (1665-1727), obispo de la archidiócesis de Viena y arzobispo de la archidiócesis de Salzburgo
- Aloys Thomas Raimund conde de Harrach (1669-1742), estadista y diplomático austriaco
- Johann Philipp conde de Harrach (1678-1764), mariscal de campo austríaco y presidente del Consejo de Guerra Imperial
- Friedrich August von Harrach-Rohrau (1696-1749) enviado bohemio al Immerwährenden Reichstag
- Johann Ernst Emanuel Joseph von Harrach (1705-1739), obispo de Nitra
- Fernando Buenaventura II Conde Harrach (1708-1778), estadista y diplomático austríaco
- Ernst Guido von Harrach (Ernst Guido Conde Imperial de Harrach zu Rohrau y Thannhausen, Baron zu Prugg y Pürrhenstein; 1723–1783)
- María Josefa von Harrach (1727-1788), princesa de Liechtenstein
- Condesa Augusta de Harrach, princesa de Liegnitz (1800–1873), segunda esposa de Federico Guillermo III. de prusia
- Johann Nepomuk von Harrach (1828-1909), industrial, político, propietario y mecenas austriaco
- Ferdinand Graf Harrach (1832-1915), paisajista, pintor de historia, retratista
- el conde Franz Harrach (1870-1937), ayudante del archiduque Francisco Fernando de Este de Ratisbona; de 1740 a 1744 gobernador de los Países Bajos austriacos
- Péter Pál Harrach (nacido en 1947) teólogo y político húngaro del Partido Popular Demócrata Cristiano

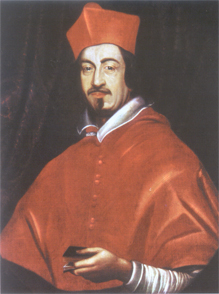
Cardenal Ernst Adalbert von Harrach (1598-1667), arzobispo de Praga
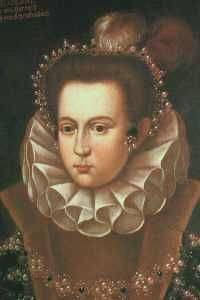
Isabella von Harrach (1601-1651), esposa de Wallenstein
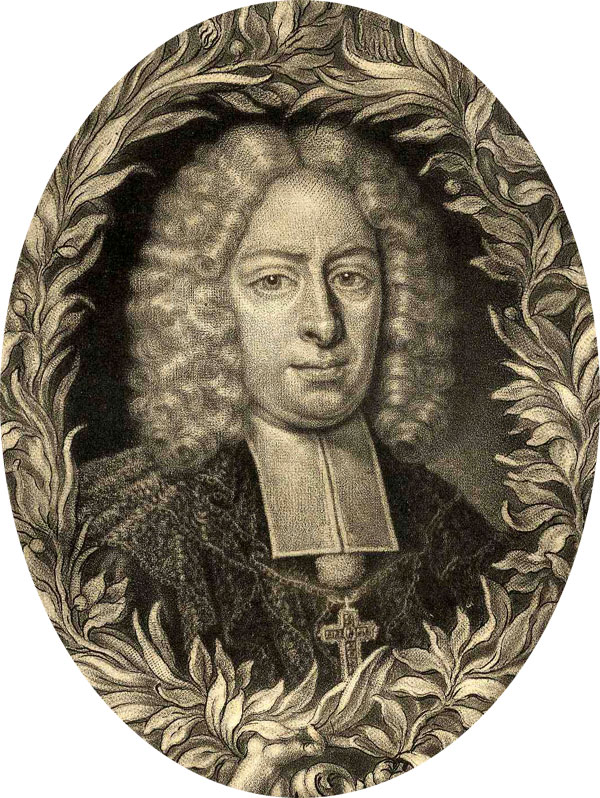
Franz Anton von Harrach (1665-1727), príncipe arzobispo de Salzburgo
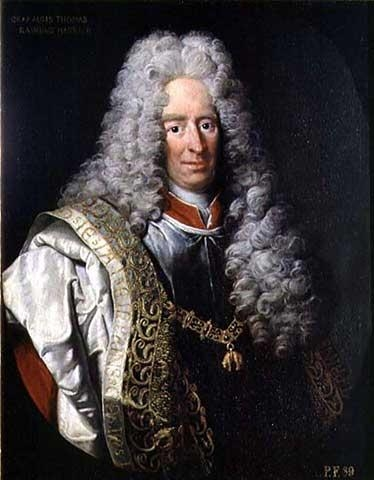
Aloys Thomas Raimund Harrach (1669-1742), estadista austriaco, virrey de Nápoles
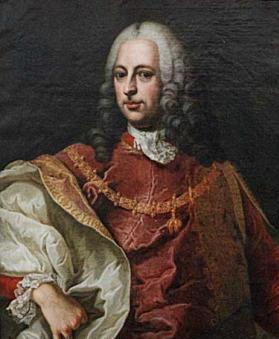
Friedrich August von Harrach-Rohrau (1696-1749), gobernador de los Países Bajos austriacos
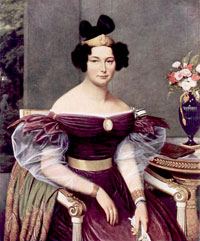
Auguste Condesa de Harrach, Princesa Liegnitz (1800-1873), esposa de Friedrich Wilhelm III. de prusia